# Celestynów (województwo wielkopolskie)
Celestynów – wieś w Polsce położona w województwie wielkopolskim, w powiecie gostyńskim, w gminie Borek Wielkopolski. Wieś liczy około 135 mieszkańców, a są tu 25 gospodarstwa rolne w większości nastawione na produkcję rolną. 
Nazwa wsi pochodzi od Celestyna Szmytkowskiego - właściciela Siedmiorogowa. Gdy w roku 1835 chłopi zażądali uwłaszczenia Szmytkowski nadał chłopom działki w wielkości od 2 do 5 hektarów. W ten sposób powstałą nowa osada licząca początkowo 24 gospodarstwa. W latach 1975–1998 miejscowość administracyjnie należała do województwa leszczyńskiego.